# Cá nhệch răng hạt
Cá nhệch răng hạt hay cá lịch cu (danh pháp hai phần: Pisodonophis boro) là một loài cá nhệch phân bố ven bờ Ấn Độ Dương và tây Thái Bình Dương
Cá nhệch răng hạt có chiều dài trung bình 70 cm, tối đa 100 cm. Lưng của loài cá này màu nâu, bụng màu nâu nhạt. Chúng có thể sống trong các môi trường nước mặn, nước lợ và nước ngọt với nền khí hậu nhiệt đới.
Tại Việt Nam, cá nhệch răng hạt phân bố từ ven bờ vịnh Bắc Bộ đến bờ biển Nam Bộ.